# 减肥药
减肥药是指用於减少或控制体重的药理制剂。这些药物通过改变食欲或人體吸收的热量来调节体重。超重和肥胖者的主要治疗方式仍然是节食和体育锻炼。